# Diocesi di Setea
La diocesi di Setea (in latino:  Dioecesis Seteensis) è una sede soppressa e sede titolare della Chiesa cattolica.

## Storia
Setea, corrispondente all'attuale città di Sitia nella prefettura di Lasithi, è un'antica sede vescovile di Creta, suffraganea dell'arcidiocesi di Gortina. La diocesi è documentata in due Notitiae Episcopatuum del patriarcato di Costantinopoli del IX e del XII secolo. Tuttavia nessun vescovo è documentato dalle fonti nel primo millennio cristiano.
Dopo la conquista veneziana dell'isola (1212), le diocesi greche esistenti furono amministrate dai vescovi di rito latino e sottomesse al metropolita latino dell'arcidiocesi di Candia. Anche a Setea fu istituito un vescovato di rito latino, il cui primo titolare noto è un anonimo vescovo ricordato da un'epigrafe del 7 febbraio 1219.
Secondo Gerola, fin dal periodo bizantino, la sede della diocesi non era più Setea, ma due villaggi del territorio, chiamati Apàno Episkopì e Kàlo Episkopì, che probabilmente furono sedi episcopali dove i vescovi soggiornavano a seconda dei tempi dell'anno o dell'opportunità pastorale. Quando arrivarono i latini, le due sedi episcopali furono mantenute, almeno fino alla metà del Cinquecento.
Il 20 giugno 1571 papa Pio V dispose l'unione di Setea con la diocesi di Gerapetra, con la clausola però che come titolo si dovesse mantenere quello di Gerapetra. Nei fatti però questa clausola non fu sempre osservata e i vescovi ebbero indistintamente i titoli di "vescovi di Setea" o di "Setea e Gerapetra".
Il primo vescovo delle sedi unite fu Gaspare Viviani; questi, già attorno al 1566, aveva trasferito la sua sede episcopale da Apàno Episkopì, dove abitava con quattro canonici, nella città di Setea, all'interno del castello, dove esisteva da tempo una chiesa intitolata a San Marco, che divenne la nuova cattedrale della diocesi. Questa chiesa, verso la fine della dominazione veneta, era ridotta in pessime condizioni; in un rapporto del 10 febbraio 1645, il provveditore generale Andrea Corner scriveva: «Quella chiesa cattedrale, che è di Vostra Serenità, ha dato inditio grande di venir a basso; et è stato necessario abbandonarla».
A Setea sono documentati almeno tre conventi: due dei Francescani, intitolati a Santa Lucia e a Santa Maria; ed uno degli Agostiniani, intitolato a Santa Caterina.
La diocesi latina fu soppressa con la conquista ottomana dell'isola, e contestualmente fu ripristinata la gerarchia greca. La diocesi esiste ancora oggi con il nome di "Metropolia di Ierapytna e Sitia".
Dal 1933 Setea è annoverata tra le sedi vescovili titolari della Chiesa cattolica; la sede è vacante dal 16 settembre 1984.

## Cronotassi

### Vescovi latini
- Anonimo † (menzionato nel 1219)
- Marco † (menzionato a maggio 1225)
- Natale † (prima di marzo 1226)[11]
- Andrea †
- Giovanni da Chivasso[12], O.F.M. † (23 marzo 1351 - ?)
- Giovanni da Siena, O.P. † (menzionato nel 1364)
- Ugo Varoli, O.F.M. † (prima di febbraio 1384 - 10 dicembre 1400 nominato vescovo di Numana)[13]
- Domenico de Dominicis † (30 aprile 1395 - ?)[14]
- Matteo da Retimo, O.E.S.A. † (3 giugno 1405 - ? deceduto)
- Giovanni Dolfin † (13 maggio 1444 - dopo ottobre 1467 deceduto)
- Leone Garaton da Nasso, O.F.M. † (17 marzo 1469 - dopo il 1490 deceduto)
- Andrea Sirigo † (4 gennaio 1507 - ? deceduto)
- Giorgio Abramo † (9 dicembre 1523 - dopo il 1528 deceduto)
- Pietro Bonfigli † (2 ottobre 1553 - ? deceduto)
- Pietro Magno † (25 ottobre 1555 - 15 maggio 1556 deceduto)
- Gaspare Viviani † (17 luglio 1556 - 3 agosto 1579 nominato vescovo di Anagni)
- Sofiano Eudemoniano † (3 agosto 1579 - 9 agosto 1593 deceduto)
- Alessandro della Torre † (31 gennaio 1594 - ? deceduto)
- Pietro Pisani, O.F.M. † (7 ottobre 1624 - ? dimesso)
- Giorgio Minotti † (21 agosto 1634 - dopo aprile 1648 dimesso)

### Vescovi titolari
- Frederick Anthony Donaghy, M.M. † (20 luglio 1939 - 11 aprile 1946 nominato vescovo di Wuzhou)
- Louis Abel Caillouet † (2 agosto 1947 - 16 settembre 1984 deceduto)